# The World Factbook
The World Factbook (ISSN 1553-8133, također poznat kao CIA World Factbook) je izvor podataka o zemljama svijeta koji svake godine objavljuje CIA u stilu almanaha. Factbook je dostupan na internetu u obliku web stranice, koja se djelomično osvježava svaki tjedan. Također je dostupan za preuzimanje za čitanje s vašeg računala. Factbook pruža dvije do tri stranice pregleda demografije, zemljopisa, komunikacije, državnih tijela, gospodarstva i vojnih osoba 267 od SAD-a priznatih država i nesamostalnih područja širom svijeta.
Factbook je namijenjen za uporabu američkim vladinim dužnosnicima, te su njegov stil, format, pokrivenost i sadržaj su prvenstveno namijenjeni ispunjavanju njihovih zahtjeva. Međutim, ovaj izvor informacija se često koristi kao izvor za akademske istraživačke radove. Factbook je djelo američke vlade, i kao takve je u javnom vlasništvu u Sjedinjenim Američkim Državama po američkom zakonu.